# Energeia
Energeia — чешская организация социального предпринимательства, созданная с целью получения электроэнергии и последующего использования этой энергии для финансирования различных социальных организаций.
Источником финансирования организации должна была стать строившаяся на 2014 год гидроэлектростанция в Штети (данная гидроэлектростанция планируется как самая мощная в Чехии).
На 2013 год у организации 3 партнера: Klíček Foundation (сотрудничество по проекту детского хосписа), частный предприниматель инженер Мирослав Лекеш и E.ON, с которой был подписан договор о покупке всей электроэнергии компании за 22 года работы станции.

## Этимология названия
Название компании основано на древнегреческом слове др.-греч. ἐνέργεια. Название призвано символизировать приводящую и борющуюся за движение вещей силу.

## История
Организация была создана в 2003 году Мареком Черноцки. Она была создана как некоммерческая вследствие того, что предыдущий проект Черноцки — журнал «Omega» провалился из-за слабого финансирования, что привело Черноцки к желанию создать некоммерческий проект. Для начального капитала проекта он вместе со спонсором добыл около 1,7 млн долларов, после чего на эти деньги взял ссуду в банке. Первым проектом организации стал строившийся на 2014 год первый в Чехии детский хоспис.
Energeia стала инвестором проекта малой гидроэлектростанции на Лабе в городе Штети; проект стоимостью около 900 млн крон начал осуществляться при участии Metrostav a. s. и Zakládání staveb, a. s.. В 2015 году электростанция с двумя турбинами по 5,8 МВт была включена в сеть.